# Aksjojaure
Aksjojaure är en sjö i Arjeplogs kommun i Lappland och ingår i Umeälvens huvudavrinningsområde. Sjön har en area på 0,3 kvadratkilometer och ligger 1 064 meter över havet. Sjön avvattnas av vattendraget Aksjojåkkå.

## Delavrinningsområde
Aksjojaure ingår i det delavrinningsområde (736951-150383) som SMHI kallar för Mynnar i Laisälven. Medelhöjden är 1 050 meter över havet och ytan är 59,39 kvadratkilometer. Det finns inga avrinningsområden uppströms utan avrinningsområdet är högsta punkten. Aksjojåkkå som avvattnar avrinningsområdet har biflödesordning 4, vilket innebär att vattnet flödar genom totalt 4 vattendrag innan det når havet efter 485 kilometer. Avrinningsområdet består mestadels av kalfjäll (97 procent). Avrinningsområdet har 0,3 kvadratkilometer vattenytor vilket ger det en sjöprocent på 0,5 procent. Delavrinningsområdet täcks till 0,37 procent av glaciärer, med en yta av 0,2213 kvadratkilometer.